# برانتیتسه
برانتیتسه (به چکی: Brantice) یک منطقهٔ مسکونی در جمهوری چک است که در شهرستان برونتال واقع شده‌است.